# Сенкевич, Кристина
Кристина Валерия Сенкевич (пол. Krystyna Waleria Sienkiewicz, 14 февраля 1935, Острув-Мазовецка, Польша — 12 февраля 2017, Варшава, Польша) — польская актриса театра,кино, радио, телевидения и кабаре.

## Биография
Семья Кристины Сенкевич родом из района Гродно. Её родители умерли во время Второй мировой войны — отец был убит в концлагере в Ораниенбурге, а мать умерла от болезни. После войны Кристину и её брата Ришарда нашла двоюродная сестра их отца. Кристину тётя взяла к себе в Щитно, а её брат остался в детском доме в Лодзи.
С ранних лет проявила свои способности. В четыре года она умела читать и писать. Дебютировала на сцене случайно. Во время учебы в Академии художеств в Варшаве 1 сентября 1955 года она заменила заболевшую подругу в Студенческом театре Сатиры (Studencki Teatr Satyryków) (СТС). В 1957 году она окончила художественное отделение и стала актрисой СТС. Годом позже дебютировала на большом экране в драме Войцеха Ежи «Прощания» (1958) с Тадеушем Янчаром. В нашумевшей комедии Яна Баторы «Лекарство от любви» (1965) она сыграла Янку, подругу Иоанны, в военной комедии «Девичий заговор» (1969) она сыграла роль рядового Аниелы. В сериале «Семья Лесьневских» (1978) исполнила роль матери Ядвиги Лесьневской.
В 1958—1966 годах пела и играла разные роли в «Кабаре джентльменов в возрасте».

## Избранная фильмография
- 1958 — Прощания / Pożegnania — проститутка с сигаретой
- 1959 — Инспекция пана Анатоля / Inspekcja pana Anatola — девушка в клубе «40 и 4 буквы»
- 1962 — Завтра премьера / Jutro premiera — продавщица в цветочном магазине
- 1963 — Час пунцовой розы / Godzina pąsowej róży — подруга Кароля, внучка на пляже
- 1963 – Беспокойная племянница – Юлька Вронич, сестра Ежи
- 1964 — Барбара и Ян / Barbara i Jan (телесериал) — работница (только в 1-й серии)
- 1966 — Лекарство от любви / Lekarstwo na miłość — Янка, подруга Иоанны
- 1967 — Париж-Варшава без визы / Paryż-Warszawa bez wizy — Зуля, радиотелеграфистка
- 1967 — Это твой новый сын / To jest twój nowy syn — Аля
- 1968 — Клуб профессора Тутки / Klub profesora Tutki (телесериал) — Вероника / интересная актриса (в сериях 6 и 7)
- 1969 — Девичий заговор / Rzeczpospolita babska — Анеля Боровик
- 1971 — Кудесник за рулем / Motodrama — Крыся, секретарша в мотоклубе
- 1971 — Миллион за Лауру / Milion za Laurę — член комиссии на телевидении
- 1980 — Семья Лесьневских / Rodzina Leśniewskich — Ядвига Лесьневская, мать
- 1984 — Розалька Олябога / Rozalka Olaboga (телесериал) — учительница Божкова, мать Розальки
- 1988 — Мастер и Маргарита / Mistrz i Małgorzata (телесериал) — Караулина, писательница (в сериях 1, 3, 4)
- 1989 — Пажи / Paziowie (телесериал) — Серчикова, повариха
- 2006 — Безмерность правосудия / Bezmiar sprawiedliwości — возмущённая женщина в ресторане

## Признание
- 1979 — Серебряный Крест Заслуги.
- 1980 — Золотой Крест Заслуги.
- 2003 — Кавалерский крест Ордена Возрождения Польши.
- 2007 — Золотая медаль «За заслуги в культуре Gloria Artis».